# Ephydra heijingensis
Ephydra heijingensis är en tvåvingeart som beskrevs av Hu och Yang 2002. Ephydra heijingensis ingår i släktet Ephydra och familjen vattenflugor. Inga underarter finns listade i Catalogue of Life.